# Friedrich Wieck
Friedrich Wieck (Pretzsch, 18 d'agost de 1785 - Loschwitz, 6 d'octubre, 1873) fou un pedagog alemany. Fou el sogre de Robert Schumann.
Freqüentà el Gimnàs de Torgan i després estudià Teologia a Wittenberg; però més tard es dedicà per complet a la música. A Leipzig fundà una fàbrica de pianos, a la qual afegí un establiment de préstecs sobre objectes de música. Tot seguit es consagrà, cada vegada amb més intensitat, a l'ensenyança del piano i el cant, tenint entre els seus alumnes Isidor Seiss, i Franz Brendel, que seria un conegut crític musical i musicòleg. El 1840 fixà el seu domicili a Loschwitz.
Les seves dues filles, Clara i Marie, aprengueren d'ell la música: Clara (després esposa de Robert Schumann) nasqué del primer matrimoni amb Marianne, filla del cantor Tromlitz, que, després de divorciar-se, es casà amb el professor de música Bargiel; Marie (nascuda del seu segon matrimoni amb Clementine Fechner) va néixer a Leipzig el 1832.
Wieck va escriure:
- Klavier und Gesang (Leipzig, 1853, 3a ed., 1878),
- Musikalische Bauernsprüche (2a ed., Leipzig, 1876).